# Assassinez Hitler

Assassinez Hitler (Killing Hitler) est un téléfilm britannique documentaire réalisé par Jeremy Lovering en 2003.

## Synopsis
Ce téléfilm comprend deux parties chapitrées ainsi :
- Ire partie
  - 1) Opération Foxley (9 minutes environ)

Très succinctement : Une information parvenue aux bureaux du SOE affirmait qu'Hitler se trouvait dans un château français près de Perpignan ce qui donna naissance à l'idée de le tuer en bombardant l'emplacement. L'état-major reprenant à son compte cette éventualité demanda à Churchill son accord qui lui fut accordé. L'information était fausse: Hitler se trouvait au Berghof mais le SOE avait désormais l'autorisation d'assassiner le führer. Gubbins dont la fonction était de faire la guerre par des moyens non conventionnels s'empara du projet et demanda de préparer un plan pour le réaliser.
- - 2) Tensions entre le SIS et le SOE (12 minutes 30 environ)

Dans ce chapitre, entre autres scènes, on assiste à une réunion entre Stewart Menzies, chef du SIS, et Colin Gubbins, chef du SOE. Deux acteurs y interprètent un texte destiné à mettre en évidence les différences qui existent entre les deux organisations dans la mise en œuvre des opérations. Bien qu'elles soient obligées de collaborer, leurs singularités engendrent des tensions qui ont été aggravées à la suite de l'Opération Anthropoid qui avait eu des conséquences tragiques. Vers la fin, le garde du corps personnel d'Hitler, Rochus Misch témoigne en personne, du peu de cas que faisait le Führer des mesures de protection rapprochée.
- - 3) L/BX cherche des indices et des renseignements (9 minutes environ)

On s'informe dans les plus petits détails sur ce qu'il mange car on a pensé au poison, on s'informe sur ses déplacements, car comme on sait faire sauter les trains et saboter les voies ferrées, on pense au führersondezug. On imagine aussi qu'il peut être la cible d'un tireur d'élite mais il faut trouver qui est assez motivé et capable d'effectuer une  mission aussi dangereuse donc on cherche parmi les prisonniers délivrés lors de l'avance des troupes alliées celui qui veut  et qui peut régler son compte avec le führer. On ne peut plus compter sur la résistance allemande anéantie après l'échec du complot du 20 juillet 1944 pour lequel le SOE avait fourni les éléments de la bombe déposée par Claus von Stauffenberg
- - 4) Les différentes solutions (8 minutes 40 environ)

Grâce à des informations que l'on pourrait récolter auprès de françaises travaillant dans les cafés, on pense que l'on aurait assez de précisions sur les déplacements d'Hitler pour préparer un attentat lorsqu'il est dans le führersondezug. Le plan 1 est celui d'une charge explosant lorsque le train traverse un tunnel et le plan 2 est celui d'un prisonnier de guerre ayant suffisamment de haine pour lancer une bombe sous le wagon du führer lorsqu'il est à quai. Mais l'état-major attend un projet plus convaincant alors on pense au poison. Mais déposer une puissante solution dans le réservoir d'eau du wagon d'Hitler est pratiquement impossible. Il faut trouver autre chose!
- - 5) Un tireur embusqué (9 minutes 45 environ avec le générique de fin)

La guerre qui se prolonge provoque des pertes effroyables. Pour l'agent du SIS, faire appel à un tireur d'élite pour éliminer Hitler paraît être la solution la moins mauvaise bien que le véritable enjeu soit d'éradiquer le nazisme. Seulement il faut trouver l'homme qui osera, de sang froid, ajuster et regarder dans son viseur le visage du führer et qui aura toutes les qualités requises pour s'approcher de sa cible sans se faire remarquer. Justement on vient de mettre la main sur un prisonnier de guerre ayant appartenu à la garde rapprochée d'Hitler et on découvre que c'est au Berghof que la protection est la plus laxiste. De plus, non loin de là, les services secrets ont un contact prêt à aider des parachutistes.
- IIe partie
  - 1) Résumé de la première partie (3 minutes 20 environ)

Comme le titre l'indique il s'agit d'un résumé de la Ire partie qui précise les rôles de la sous-officier Rachel Cathcart, du général Gubbins, du général de brigade Stewart Menzies chef au SIS, du colonel Ronald H. Thornley patron de L/BX. 
- - 2) Étude du site et mise en place du plan (7 minutes 30 environ)

Maintenant qu'on est sûr qu'Hitler est le plus vulnérable lorsqu'il se trouve au Berghof, on se concentre sur l'étude du site et des activités du führer lorsqu'il y réside. En cela SIS et SOE sont aidés par le prisonnier ayant appartenu à la garde rapprochée qui était tombé en disgrâce car il buvait trop de schnaps. On arrive à avoir suffisamment de renseignements sur le site, ses équipements, les patrouilles de la RSD, les habitudes d'Hitler, les heures de ses promenades et à quel moment il est à découvert dans la campagne à une distance assez importante de sa garde rapprochée. Mais, avant tout, il faut savoir quand il est au Berghof : c'est très simple, il fait hisser le drapeau à croix gammée lorsqu'il arrive.
- - 3) Le projet est-il fiable? (9 minutes 55 environ)

Malgré les oppositions qui existent entre les uns partisans de l'élimination d'Hitler pour arrêter le carnage et les autres qui pensent qu'il est peu glorieux de combattre l'ennemi de cette manière qui risquerait de faire de ce führer un martyr puis un mythe de la lutte du peuple allemand, le projet se précise. Il paraît possible d'atteindre l'objectif mais on se pose beaucoup de questions. On trouve même que deux personnes seraient mieux à même d'accomplir cette mission car il paraît inconcevable que seul le tireur d'élite puisse réunir toutes les compétences et les qualités requises pour résoudre tous les problèmes qui vont se présenter.
- - 4) Le travail de L/BX touche à sa fin (12 minutes 10 environ)

L/BX expose au tireur d'élite la nature de sa mission, pourquoi il est secondé par un prisonnier de guerre polonais et répond à toutes ses questions concernant les conditions matérielles de sa réalisation. Le dialogue est tendu car ce Monsieur a bien conscience de sa formidable responsabilité et se doute certainement qu'il n'en reviendra pas vivant. Mais la capture d'un jeune officier allemand viscéralement anti-nazi va augmenter ses chances de s'en sortir. Ce dernier fournit des adresses de correspondants qui peuvent aider les agents après leur parachutage ce qui va favoriser l'approbation du projet par des responsables du SIS et du SOE lors d'une réunion. Appuyés en haut lieu par Winston Churchill et d'autres dignitaires, ils donnent leur accord pour la mise en œuvre de l'opération Foxley.
- - 5) Comment ça se serait déroulé (10 minutes 5 environ)

Les deux membres du commando auraient été parachutés près de la maison de l'oncle de Dieser. Un commerçant local qui est de mèche, les aurait cachés dans son fourgon transportant de la viande pour leur faire franchir la première barrière de protection assurée par des gardes civils . Ensuite, déguisés en soldats de montagne, ils auraient continué à s'approcher jusqu'à la deuxième barrière. Une patrouille motorisée aurait pu donner l'alerte en pensant que ces deux soldats étaient des déserteurs et dans ce cas le polonais chargé de la protection du tireur se serait séparé de son compagnon pour attirer les services de sécurité vers lui laissant ainsi le champ libre à son coéquipier
- - 6) L'opération Foxley n'a jamais eu lieu (6 minutes 30 environ avec le générique de fin)

Cette opération soumise en haut lieu en novembre 1944 n'obtint pas le feu vert car le SOE et le SIS avaient des avis différents : les uns pensant que la guerre s'arrêterait si Hitler était mort, les autres disant qu'il valait mieux qu'il reste en vie parce qu'un autre leader prendrait sa place s'il disparaissait, personne n'emporta la décision. Rétrospectivement on peut imaginer toutes les horreurs que son élimination aurait évitées mais en novembre 1944 il était trop tard pour envoyer un tireur d'élite au Berghof parce qu'Hitler avait quitté définitivement son chalet en Bavière, le 14 juillet 1944. Il nous reste de tout ceci le travail de L/BX dans les archives, témoignage de l'activité des services spéciaux pendant la guerre de 1939-1945 et hommage à deux hommes qui étaient prêts à donner leur vie pour faire la «sale besogne».

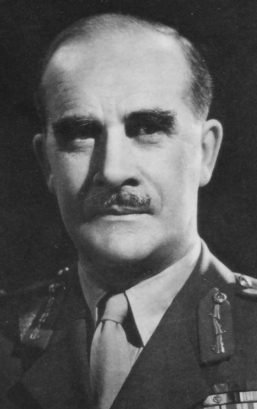
Colin Gubbins
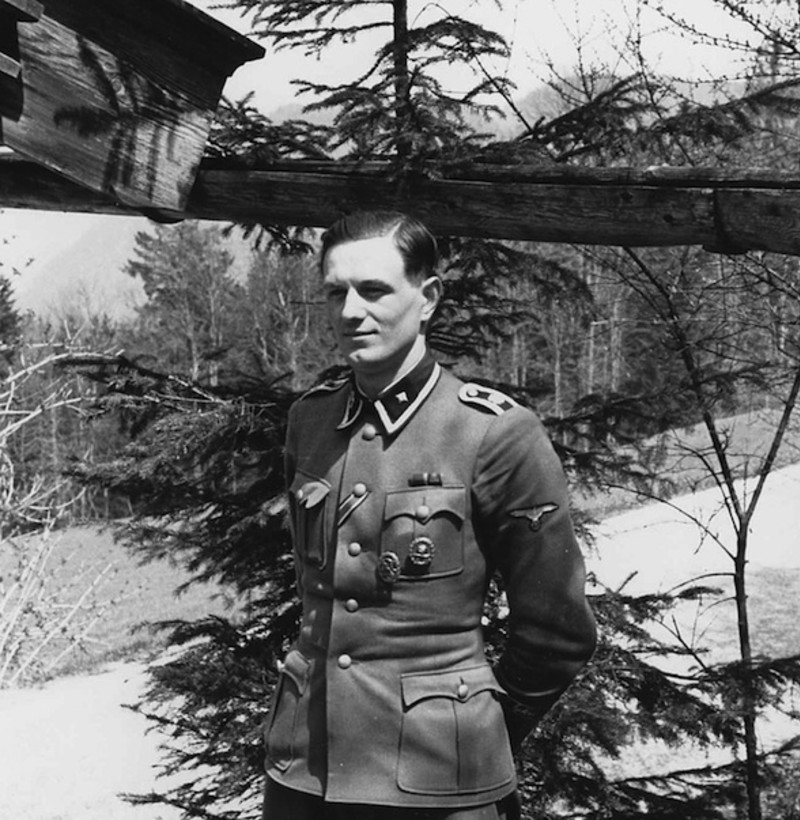
Rochus Misch
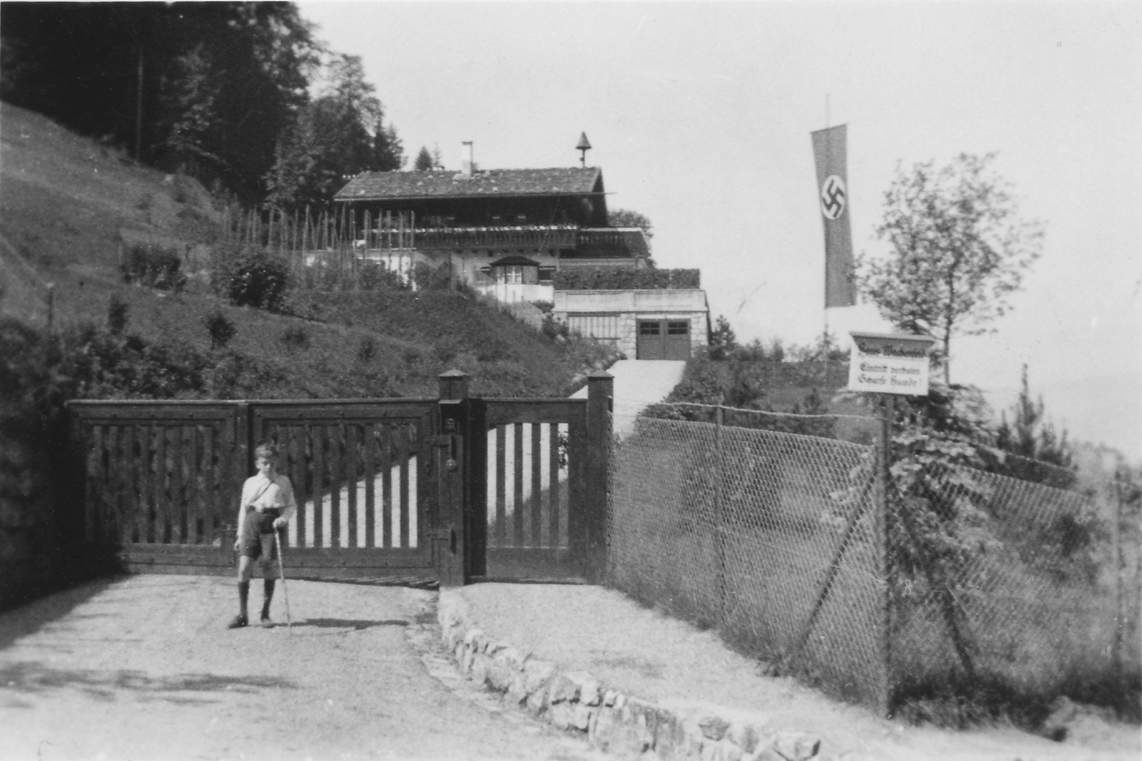
le berghof
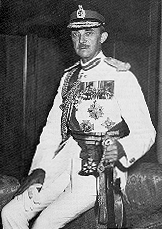
major général Gerald Walter Robert Templer
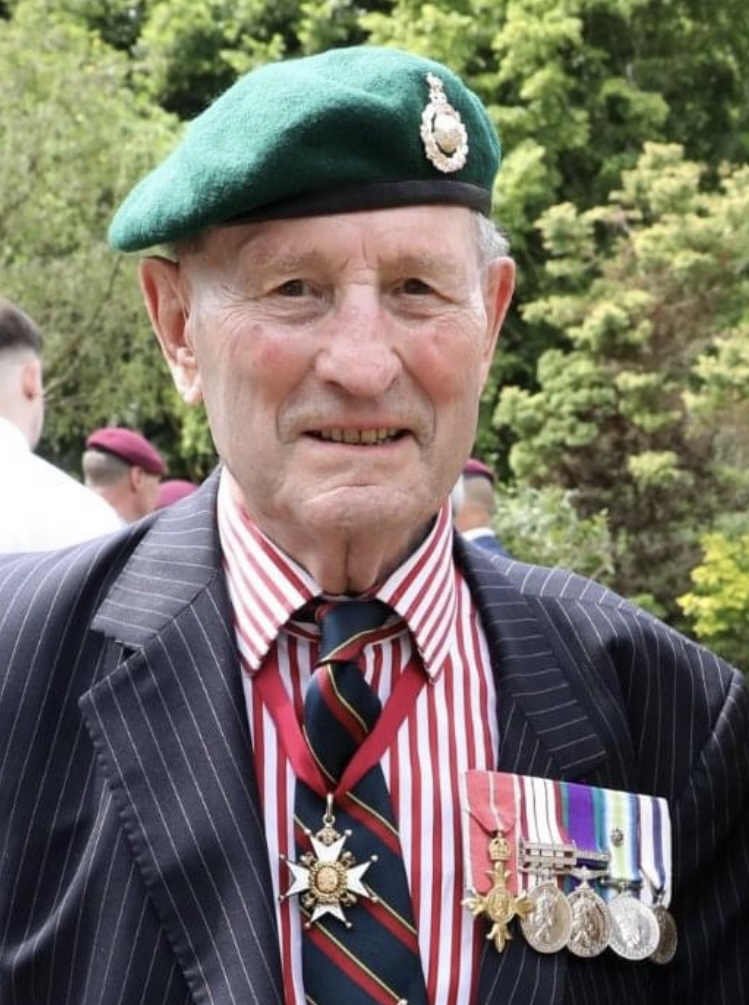
Julian Thompson en 2022
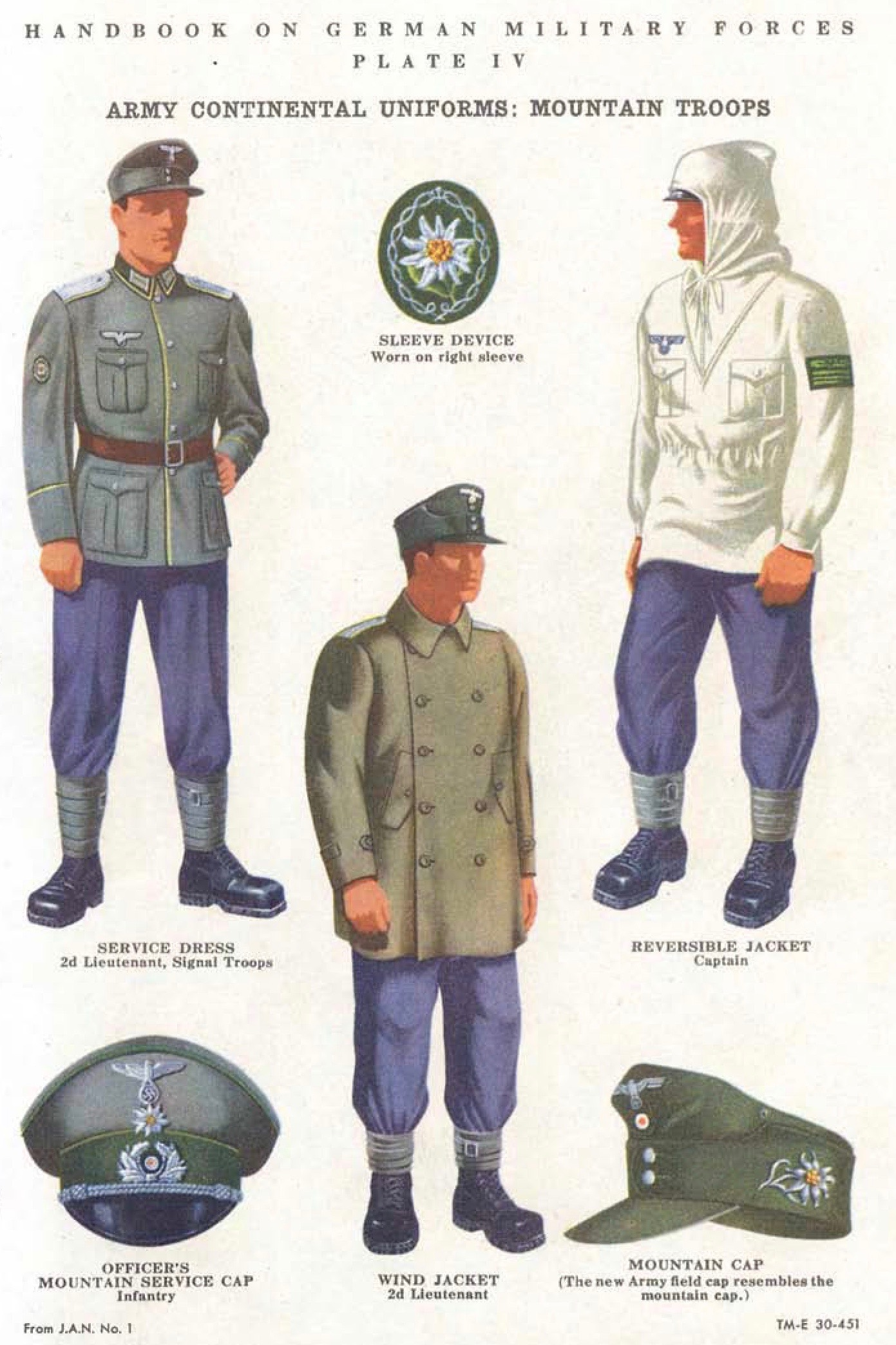
Uniforme que devaient emprunter le tireur d'élite et son auxiliaire pour s'approcher du berghof

## Fiche technique
- Titre français : Assassinez Hitler
- Titre original : anglais : Killing Hitler
- Réalisateur : Jeremy Lovering
- Assistants réalisateur : Melanie Dicks, Jonathan Goodman, Sarah Shepherd
- Scénario : Jeremy Lovering supervisé par Linda Baker
- Son : Julian Bale, Mark Found, Mark Hinkley, Karl Mainzer, Mario Mooney
- Costumes : Lucia Santa Maria et Cat Morgan-Jones comme assistante garde-robe
- Maquillage : Judith Barkas, Jenny Barnet, Christine Greenwood, Linda Morton
- Musique : Piers Faccini
- Format : couleur
- Durée : 90 minutes
- Date de sortie : 
  - Royaume-Uni : 30 mars 2003 à la télévision

## Distribution
Les séquences où apparaissent des acteurs alternent avec des documents filmiques d'époque.
- Keith Allen : major général Colin Gubbins
- Kate Ashfield : sous-officier Rachel Cathcart
- Lara Belmont (en) : Sandra
- Kenneth Cranham : général de brigade Sir Stewart Menzies
- Kay Cundall : commentaires
- Robert Goodale : vice-maréchal de l'Air Alan Patrick Ritchie
- Robert Hands (en) : lieutenant colonel Ronald H. Thornley
- Peter McDonald (en) : L/BX
- Bruce MacKinnon : un scientifique
- Scott Parker: SS d'une compagnie de gardes
- Bo Poraj (Bohdan Poraj sur le générique) : agent polonais du SOE
- Vincent Regan : major général Gerald Walter Robert Templer (sur le générique de l'édition française du DVD il est écrit «Templar»)
- Andrew Scott : le tireur d'élite
- Carsten Voigt : Dieser
- Rupert Wickham : officier SS
- Matilda Ziegler : Mrs Clara Marguerite Holmes

- Ces contributeurs sont cités sur IMDB et malgré leur compétence dans les domaines concernant l'opération Foxley ou sur le plan historique, ils ne sont pas indiqués dans le générique de l'édition française du DVD.
- Duncan Anderson : historien militaire, Académie royale militaire de Sandhurst
- David Cooper : conseiller militaire
- John Davidson : Spécialiste de la sécurité
- Angus Fyffe : officier de liaison de sécurité du SOE entre 1939 et 1945
- Rochus Misch : garde du corps d'Hitler de 1940 à 1945
- Klaus Schmider (de) : historien militaire, Académie royale militaire de Sandhurst
- Mark Seaman : historien
- Michael Smith : auteur et vétéran du corps de renseignement de l'armée
- Peter Stern : sergent Langley
- Julian Thompson (en) : major général, vétéran de la campagne aux Îles Falkland

## Remarque
On peut regretter que dans l'édition en langue française du DVD, les noms des personnes qui témoignent ne soient pas indiqués au bas de l'image.